# Парасольчик ампулоподібний
Парасольчик ампулоподібний (Splachnum ampullaceum) — вид мохів порядку парасольчикальних (Splachnales).

## Поширення
Батьківщиною є Європа, Північна Америка, Азія.
Населяє гній великих бореальних травоїдних тварин (таких як лось), мушкег, заболочені місця; від низьких до високих висот.

## Характеристика
Рослини світло-зелені або жовто-зелені. Стебла 1–2 см. Листки скупчені на верхівках стебла, від довго-ланцетних до вузько видовжено-обернено-яйцюватих, 3.5–4 мм; краї дистально глибоко остисто-зубчасті, не облямовані; верхівка тонко-загострена. Коробочка дистально жовто-бура, урноподібна, 1–1.2 мм. Спори 7–10 мкм, субкулясті, жовто-зелені. Коробочки дозрівають на початку літа.